# Мієлодиспластичні синдроми
Мієлодиспласти́чні синдро́ми або МДС (англ. Myelodysplastic syndromes) — група набутих злоякісних клональних порушень стовбурових гематопоетичних клітин, які мають різноманітні клінічні прояви, морфологічні характеристики та цитогенетичні аномалії. Найхарактернішим проявом МДС є неефективне кровотворення — розвивається периферична цитопенія (одно-, дво- чи триросткова).

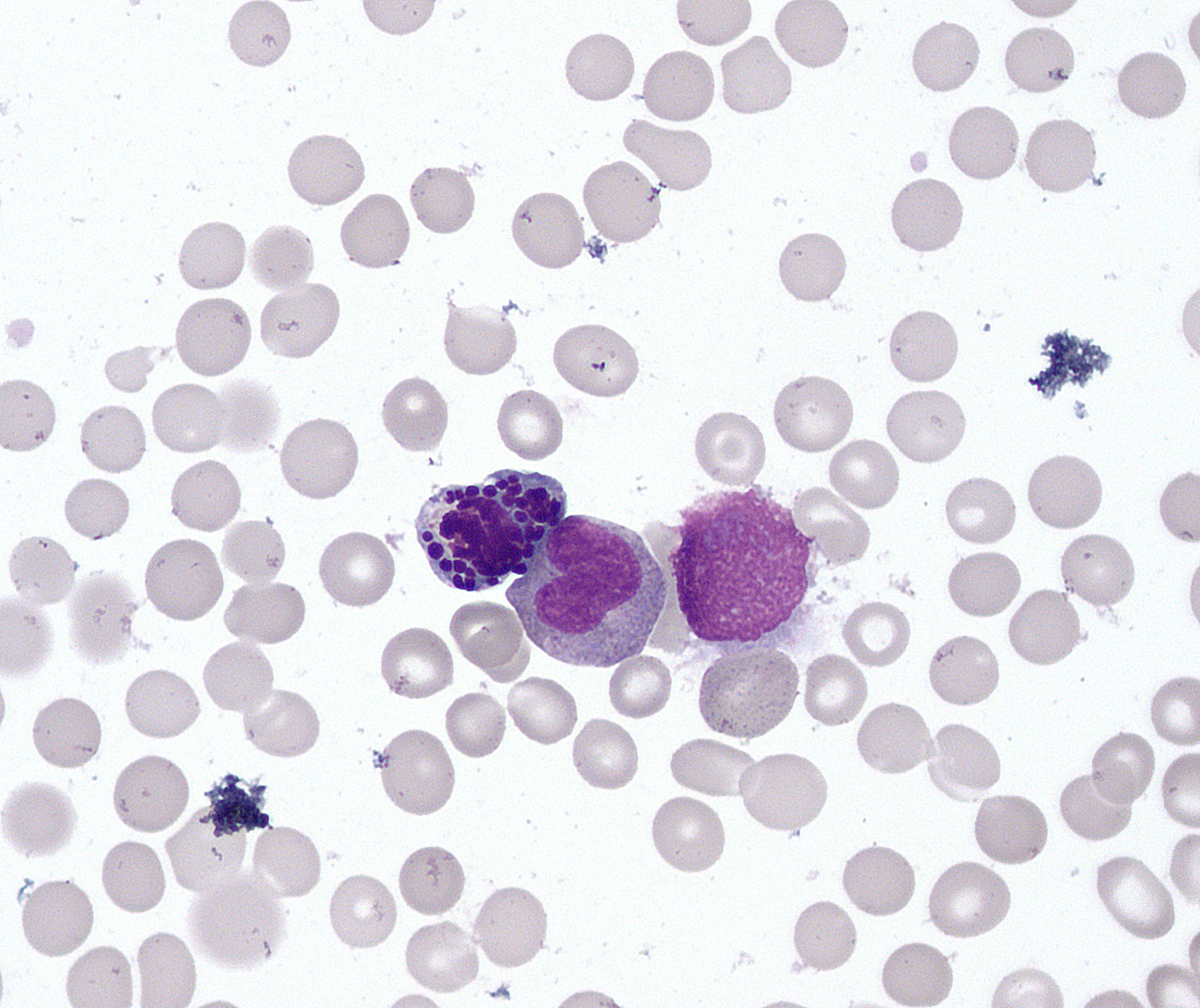
Тільця Жоллі в цитоплазмі червоної ядерної клітини кісткового мозку (крайня зліва) свідчать про неефективний гемопоез. Забарвлення за Романовським, 1000х
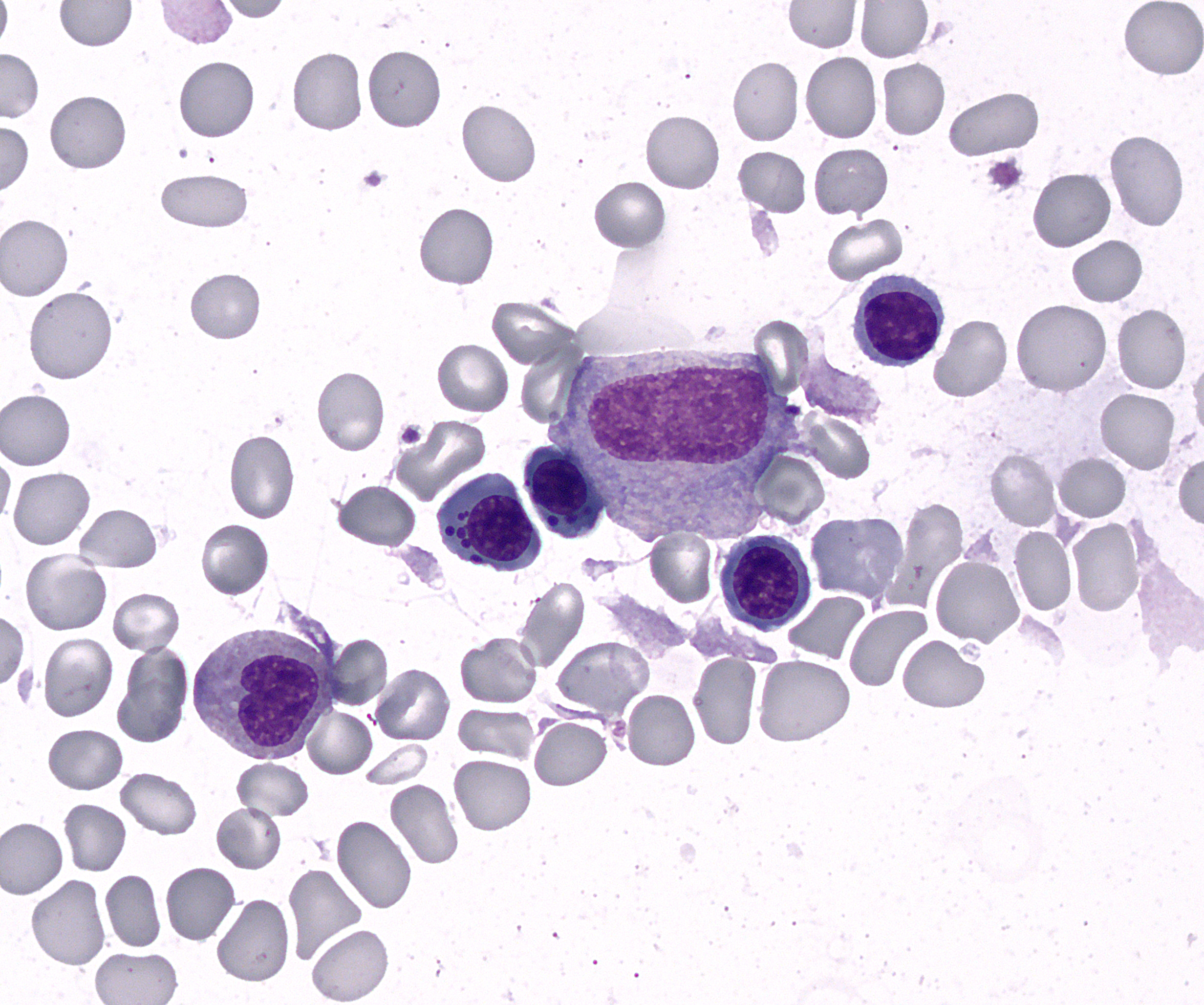
Тільця Жоллі в цитоплазмі еритрокаріоцитів. Забарвлення за Романовським, 1000х
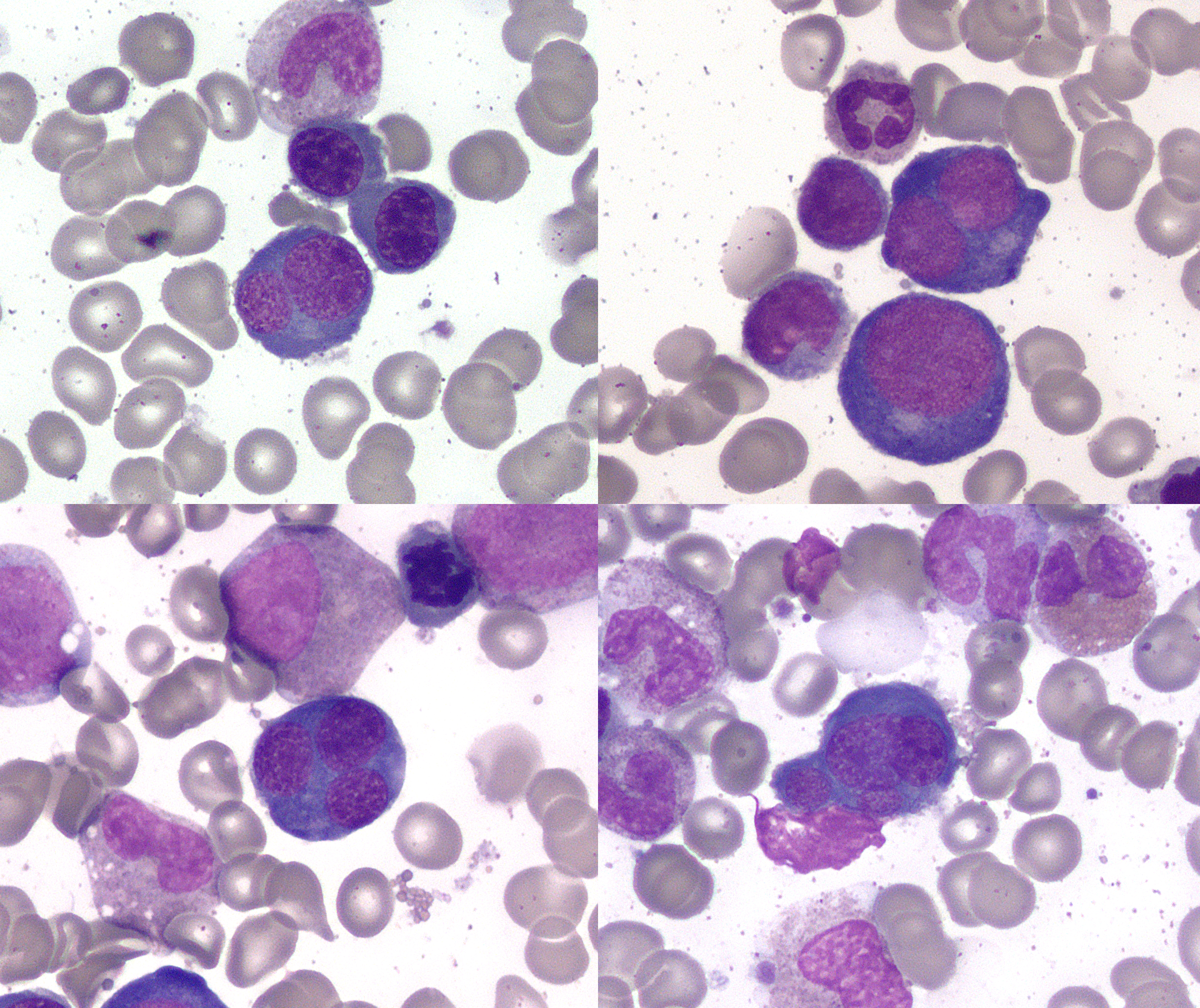
Багатоядерні еритрокаріоцити. Забарвлення за Романовським, 1000х